# Quartier-Morin
Quartier-Morin, (Katye Moren en Créole haïtien) est une commune d'Haïti, située dans le département du Nord et dans l'arrondissement de Cap-Haïtien.

## Démographie
La commune est peuplée de 24 881 habitants(recensement par estimation de 2009).

## Histoire
L'église de Quartier-Morin est placée en 1700 sous le patronage de saint Louis.Haiti

## Administration
La commune est composée de 2 sections communales :
- Basse Plaine
- Morne Pelé

## Économie
L'économie locale repose sur la culture du cacao, du tabac, de la canne à sucre avec des distilleries et la distillation de l'huile essentielle.